# 1516
Il 1516 (MDXVI in numeri romani) è un anno bisestile del XVI secolo.

## Eventi
- 22 aprile - Viene pubblicata a Ferrara, per l'editore Giovanni Mazocco, la prima edizione, ancora provvisoria e contenente solo quaranta canti in luogo dei quarantasei dell'edizione definitiva, dell'Orlando Furioso di Ludovico Ariosto.
- 13 agosto – Trattato di Noyon (Milano alla Francia, Napoli alla Spagna).
- 18 agosto – Concordato di Bologna tra papa Leone X e il rappresentante del re di Francia (Antonio Duprat): il papa rinunciava ai territori di Parma e Piacenza, ma otteneva la revoca, da parte di re Francesco I, della Prammatica Sanzione di Bourges.
- Ad Augusta (Germania) viene fondato il quartiere Fuggerei.
- Lo spagnolo Díaz de Solís esplora l'Uruguay.
- Leone X è ricevuto a Palazzo Venturi Ginori dai nipoti di Bernardo Rucellai.
- Carlo I diventa re di Spagna.
- In Sicilia, alla morte di Ferdinando il Cattolico, scoppia una rivolta che coinvolge i feudatari, il patriziato urbano e i ceti popolari dei maggiori centri urbani dell'isola.
- 29 novembre – Trattato di Friburgo fra Francia e Svizzera: la Lombardia passa sotto il dominio transalpino, gli elvetici rinunciano per sempre ai loro progetti espansionistici sulla Pianura Padana, e viene tracciato il tratto varesotto e comasco del confine italo-svizzero ancora oggi in vigore.
- Tommaso Moro pubblica la sua opera più celebre, L'Utopia.
- Erasmo da Rotterdam pubblica a Basilea l'edizione critica del testo greco del Nuovo Testamento.
- Asola è assediata dalle truppe dell'Imperatore Massimiliano I.
- Sorge a Venezia il primo ghetto.

## Nati

### Gennaio
- 1º gennaio - Margherita Leijonhufvud, regina svedese († 1551)
- 16 gennaio - Bayinnaung, sovrano, generale e condottiero birmano († 1581)
- 22 gennaio - Agostino Barbarigo, ammiraglio italiano († 1571)

### Febbraio
- 2 febbraio - Girolamo Zanchi, teologo italiano († 1590)
- 16 febbraio - Prospero Sogari, scultore e architetto italiano († 1584)
- 18 febbraio - Maria I d'Inghilterra, regina inglese († 1558)

### Marzo
- 26 marzo - Conrad Gessner, naturalista, teologo e bibliografo svizzero († 1565)

### Aprile
- 16 aprile - Tabinshwehti, sovrano birmano († 1550)

### Maggio
- 16 maggio - Guglielmo Grataroli, medico e filosofo italiano († 1568)

### Luglio
- 27 luglio - Emilia di Sassonia († 1591)
- 28 luglio - Guglielmo di Jülich-Kleve-Berg, duca tedesco († 1592)

### Agosto
- 13 agosto - Hieronymus Wolf, umanista e storico tedesco († 1580)

### Settembre
- 2 settembre - Francesco I di Nevers, nobile e militare francese († 1561)
- 9 settembre - Francesco Robortello, umanista italiano († 1567)
- 21 settembre - Matthew Stuart, nobile scozzese († 1571)

### Ottobre
- 4 ottobre - Arcangelo de' Bianchi, cardinale e vescovo cattolico italiano († 1580)
- 23 ottobre - Carlotta di Francia, principessa francese († 1524)
- 26 ottobre - Margherita di Vendôme, nobile francese († 1559)
- 27 ottobre - Ruy Gómez de Silva, nobile portoghese († 1573)

### Novembre
- 1º novembre - Francesco d'Este, nobile († 1578)

### Dicembre
- 9 dicembre - Modestinus Pistoris, giurista tedesco († 1565)
- 15 dicembre - Marcantonio Giustinian, editore, tipografo e ambasciatore italiano († 1571)
- 25 dicembre - Richard Bertie, politico inglese († 1582)

### Senza giorno specificato
- Alice Arden, assassina inglese († 1551)
- Antonio Bernieri, pittore e incisore italiano († 1564)
- Giovan Battista Bertani, architetto italiano († 1576)
- Hartmann Beyer, teologo tedesco († 1577)
- Giorgio Biandrata, medico italiano († 1588)
- Domenico Brusasorzi, pittore italiano († 1567)
- Bonifacio Caetani, IV duca di Sermoneta, militare italiano († 1574)
- Giovanni Battista Castiglione, umanista italiano († 1598)
- Chōjirō, ceramista giapponese († 1592)
- Realdo Colombo, anatomista e scienziato italiano († 1559)
- Jerónimo Doménech, gesuita spagnolo († 1592)
- Georg Fabricius, poeta e umanista tedesco († 1571)
- Giovanni Fabrini, grammatico, linguista e umanista italiano († 1580)
- Bertoldo Farnese, condottiero italiano († 1560)
- Girolamo Federici, vescovo cattolico e giurista italiano († 1579)
- John Foxe, teologo e storico britannico († 1587)
- Nicolaus Gallus, teologo tedesco († 1570)
- Lope García de Castro,  spagnolo († 1576)
- James Hamilton, nobile scozzese († 1575)
- Carlo I di Hohenzollern, nobile († 1576)
- Klemens Janicki, poeta polacco († 1543)
- Juan Jufré, esploratore spagnolo († 1578)
- Kumabe Chikanaga, sovrano († 1588)
- Hans Mielich, pittore tedesco († 1573)
- Sebastiano Montelupi, mercante e banchiere italiano († 1600)
- Oda Nobumitsu, militare giapponese († 1556)
- Juan Pérez de Zurita, esploratore spagnolo († 1595)
- Orazio Pompei, ceramista italiano
- Álvaro de la Quadra, vescovo cattolico e diplomatico spagnolo († 1563)
- Renato I di Rohan, condottiero francese († 1552)
- Camilla de' Rossi, nobile italiana († 1543)
- Diego Sandoval de Castro, poeta italiano († 1546)
- Antonio Scarampi, vescovo cattolico italiano († 1576)
- Suwa Yorishige, militare giapponese († 1544)
- André Thevet, scrittore e esploratore francese († 1590)
- Aurelio Tibaldeschi, vescovo cattolico italiano († 1585)
- Herluf Trolle, ammiraglio danese († 1565)
- Diego de Urbina, pittore spagnolo
- Jan Utenhove, scrittore fiammingo († 1566)
- Frances de Vere, nobildonna inglese († 1577)
- John de Vere, XVI conte di Oxford, conte britannico († 1562)
- Francisco de Montesdoca, nobile e militare spagnolo († 1597)
- Şehzade Mustafa, principe ottomano († 1553)

## Morti
- 20 gennaio - Juan Díaz de Solís, esploratore spagnolo (n. 1470)
- 23 gennaio - Ferdinando II d'Aragona, re (n. 1452)
- 13 marzo - Ladislao II di Boemia, re (n. 1456)
- 17 marzo - Giuliano de' Medici, duca di Nemours, sovrano e poeta italiano (n. 1479)
- 20 marzo - Battista Spagnoli, poeta, religioso e pittore italiano (n. 1448)
- 30 marzo - Giovanni Muzzarelli, poeta italiano
- 18 aprile - Giovanni IV d'Amboise (n. 1440)
- 10 maggio - Ugolino di Vieri, poeta italiano (n. 1438)
- 15 giugno - Giovanni Antonio Boltraffio, pittore italiano (n. 1467)
- 15 giugno - Marco Vigerio della Rovere, cardinale e arcivescovo cattolico italiano (n. 1446)
- 27 giugno - Giovanni Battista da Vercelli, medico e chirurgo italiano
- 6 luglio - Guglielmo de' Pazzi, politico italiano (n. 1437)
- 7 luglio - Kanze Nobumitsu, sceneggiatore e attore teatrale giapponese
- 1º agosto - Luigi I d'Orléans-Longueville, conte (n. 1480)
- 7 agosto - Federico Sanseverino, cardinale italiano
- 9 agosto - Hieronymus Bosch, pittore fiammingo (n. 1453)
- 5 settembre - Tommaso Inghirami, letterato e umanista italiano (n. 1470)
- 18 settembre - Battista Visconti, italiano
- 21 settembre - Mōri Okimoto, militare giapponese (n. 1492)
- 16 ottobre - Giuliano da Sangallo, architetto, ingegnere militare e scultore italiano (n. 1445)
- 17 ottobre - Francesco della Lora, architetto e scultore italiano
- 14 novembre - Antonio Maria Pallavicino, condottiero e politico italiano
- 29 novembre - Giovanni Bellini, pittore italiano
- 6 dicembre - Pietro Margano, condottiero italiano (n. 1485)
- 13 dicembre - Giovanni Tritemio, esoterista, storico e scrittore tedesco (n. 1462)
- Giovanni Battista Bertucci il Vecchio, pittore italiano
- Emanuele Boccali, condottiero greco
- Baldassarre Carrari, pittore italiano
- Muzio Colonna, nobile e condottiero italiano
- Benedetto Crivelli, condottiero italiano
- Lorenzo Fasolo, pittore italiano
- Giacomo Gherardi, diplomatico e presbitero italiano (n. 1434)
- Giovanni III di Navarra, re (n. 1469)
- Pietro Griffo, vescovo cattolico italiano (n. 1469)
- Antonio Lombardo, scultore e architetto italiano (n. 1458)
- Sigmund Mayr, tipografo tedesco
- Novello da San Lucano, architetto e compositore italiano
- Obadiah di Bertinoro, rabbino italiano (n. 1455)
- Hans Ried, funzionario
- Biagio Rossetti, architetto italiano
- Qansuh al-Ghuri, egiziano (n. 1446)
- Salim at-Toumi, sovrano arabo
- Bernardino Fungai, pittore italiano (n. 1460)
- Alfonso I del Carretto, nobile italiano (n. 1457)

## Calendario
| Calendario 1516 | Calendario 1516 | Calendario 1516 | Calendario 1516 | Calendario 1516 | Calendario 1516 | Calendario 1516 | Calendario 1516 | Calendario 1516 | Calendario 1516 | Calendario 1516 | Calendario 1516 | Calendario 1516 | Calendario 1516 | Calendario 1516 | Calendario 1516 | Calendario 1516 | Calendario 1516 | Calendario 1516 | Calendario 1516 | Calendario 1516 | Calendario 1516 | Calendario 1516 | Calendario 1516 | Calendario 1516 | Calendario 1516 | Calendario 1516 | Calendario 1516 | Calendario 1516 | Calendario 1516 | Calendario 1516 | Calendario 1516 | Calendario 1516 |
| --------------- | --------------- | --------------- | --------------- | --------------- | --------------- | --------------- | --------------- | --------------- | --------------- | --------------- | --------------- | --------------- | --------------- | --------------- | --------------- | --------------- | --------------- | --------------- | --------------- | --------------- | --------------- | --------------- | --------------- | --------------- | --------------- | --------------- | --------------- | --------------- | --------------- | --------------- | --------------- | --------------- |
|                 | 1               | 2               | 3               | 4               | 5               | 6               | 7               | 8               | 9               | 10              | 11              | 12              | 13              | 14              | 15              | 16              | 17              | 18              | 19              | 20              | 21              | 22              | 23              | 24              | 25              | 26              | 27              | 28              | 29              | 30              | 31              |                 |
| Gennaio         | Ma              | Me              | Gi              | Ve              | Sa              | Do              | Lu              | Ma              | Me              | Gi              | Ve              | Sa              | Do              | Lu              | Ma              | Me              | Gi              | Ve              | Sa              | Do              | Lu              | Ma              | Me              | Gi              | Ve              | Sa              | Do              | Lu              | Ma              | Me              | Gi              |                 |
| Febbraio        | Ve              | Sa              | Do              | Lu              | Ma              | Me              | Gi              | Ve              | Sa              | Do              | Lu              | Ma              | Me              | Gi              | Ve              | Sa              | Do              | Lu              | Ma              | Me              | Gi              | Ve              | Sa              | Do              | Lu              | Ma              | Me              | Gi              | Ve              |                 |                 |                 |
| Marzo           | Sa              | Do              | Lu              | Ma              | Me              | Gi              | Ve              | Sa              | Do              | Lu              | Ma              | Me              | Gi              | Ve              | Sa              | Do              | Lu              | Ma              | Me              | Gi              | Ve              | Sa              | Do              | Lu              | Ma              | Me              | Gi              | Ve              | Sa              | Do              | Lu              |                 |
| Aprile          | Ma              | Me              | Gi              | Ve              | Sa              | Do              | Lu              | Ma              | Me              | Gi              | Ve              | Sa              | Do              | Lu              | Ma              | Me              | Gi              | Ve              | Sa              | Do              | Lu              | Ma              | Me              | Gi              | Ve              | Sa              | Do              | Lu              | Ma              | Me              |                 |                 |
| Maggio          | Gi              | Ve              | Sa              | Do              | Lu              | Ma              | Me              | Gi              | Ve              | Sa              | Do              | Lu              | Ma              | Me              | Gi              | Ve              | Sa              | Do              | Lu              | Ma              | Me              | Gi              | Ve              | Sa              | Do              | Lu              | Ma              | Me              | Gi              | Ve              | Sa              |                 |
| Giugno          | Do              | Lu              | Ma              | Me              | Gi              | Ve              | Sa              | Do              | Lu              | Ma              | Me              | Gi              | Ve              | Sa              | Do              | Lu              | Ma              | Me              | Gi              | Ve              | Sa              | Do              | Lu              | Ma              | Me              | Gi              | Ve              | Sa              | Do              | Lu              |                 |                 |
| Luglio          | Ma              | Me              | Gi              | Ve              | Sa              | Do              | Lu              | Ma              | Me              | Gi              | Ve              | Sa              | Do              | Lu              | Ma              | Me              | Gi              | Ve              | Sa              | Do              | Lu              | Ma              | Me              | Gi              | Ve              | Sa              | Do              | Lu              | Ma              | Me              | Gi              |                 |
| Agosto          | Ve              | Sa              | Do              | Lu              | Ma              | Me              | Gi              | Ve              | Sa              | Do              | Lu              | Ma              | Me              | Gi              | Ve              | Sa              | Do              | Lu              | Ma              | Me              | Gi              | Ve              | Sa              | Do              | Lu              | Ma              | Me              | Gi              | Ve              | Sa              | Do              |                 |
| Settembre       | Lu              | Ma              | Me              | Gi              | Ve              | Sa              | Do              | Lu              | Ma              | Me              | Gi              | Ve              | Sa              | Do              | Lu              | Ma              | Me              | Gi              | Ve              | Sa              | Do              | Lu              | Ma              | Me              | Gi              | Ve              | Sa              | Do              | Lu              | Ma              |                 |                 |
| Ottobre         | Me              | Gi              | Ve              | Sa              | Do              | Lu              | Ma              | Me              | Gi              | Ve              | Sa              | Do              | Lu              | Ma              | Me              | Gi              | Ve              | Sa              | Do              | Lu              | Ma              | Me              | Gi              | Ve              | Sa              | Do              | Lu              | Ma              | Me              | Gi              | Ve              |                 |
| Novembre        | Sa              | Do              | Lu              | Ma              | Me              | Gi              | Ve              | Sa              | Do              | Lu              | Ma              | Me              | Gi              | Ve              | Sa              | Do              | Lu              | Ma              | Me              | Gi              | Ve              | Sa              | Do              | Lu              | Ma              | Me              | Gi              | Ve              | Sa              | Do              |                 |                 |
| Dicembre        | Lu              | Ma              | Me              | Gi              | Ve              | Sa              | Do              | Lu              | Ma              | Me              | Gi              | Ve              | Sa              | Do              | Lu              | Ma              | Me              | Gi              | Ve              | Sa              | Do              | Lu              | Ma              | Me              | Gi              | Ve              | Sa              | Do              | Lu              | Ma              | Me              |                 |